# Нікелева промисловість
Нікелева промисловість (рос. никелевая промышленность, англ. nickel industry; нім. Nickelindustrie f) – підгалузь кольорової металургії, що включає підприємства з видобутку і переробки нікелевих і кобальтових руд, отримання нікелю і кобальту. Нікель – один з металів, за обсягами виробництва і споживання якого судять про рівень розвитку країни. Належить до групи важких кольорових металів і використовується в різних галузях індустрії, починаючи з виробництва легованої сталі і закінчуючи високотехнологічною медициною і електротехнікою.
Нікель у вигляді сплавів був відомий ще в старовину, однак власне метал виділений в 1751 р. Пром. розробка невеликих родов. до кін. XIX ст. велася лише в Німеччині, Греції, Італії, Норвегії і Швеції. Істотний розвиток галузь отримала в 80-х рр. XIX ст. у зв’язку з відкриттям і залученням до експлуатації родов. Садбері в Канаді і освоєнням великих покладів у Новій Каледонії. 

## Сировинна база
Сировинна база сучасної Н.п. представлена родов. силікатних і сульфідних мідно-нікелевих руд. Збагачення сульфідних руд включає дроблення, подрібнення і флотацію. Отримують колективний концентрат, нікелевий, мідний і піротиновий концентрати. Вилучення Ni 73-96%. Силікатні руди без збагачення переробляють за технол. схемою, що включає підготовку їх до плавки (аґломерацію або брикетування), сульфідизуючу шахтну плавку на дуття збагаченим киснем з отриманням штейну, його конвертування, випалення файнштейну, відновлювальну електроплавку на товарний нікель. В Україні Побузький нікелевий з-д виробляє бідний товарний феронікель (вміст Ni 7-8%) за схемою: дроблення, випалення у трубчастих печах, електроплавка, двостадійне рафінування у вертикальних кисневих конвертерах.

## Переробка сульфідних руд
Переробка сульфідних руд включає аґломерацію або обкатування концентратів, їх плавку, конвертування штейну, флотац. розділення файнштейну на нікелевий і мідний концентрати, відновлювальну електроплавку нікелевого концентрату, електролітне або карбонільне рафінування. У результаті металургійного переділу отримують металічний нікель і кобальт, їх оксиди, солі і порошки, феронікель. Вітчизняний металічний нікель, нікелеві і кобальтові порошки за рядом показників перевершують аналоги зарубіжних фірм. Нікель і кобальт широко використовуються в металургійній, енергетичній, хім. і нафтопереробній та ін. галузях промисловості. В останній чверті ХХ ст. нарівні з Новою Каледонією, де відмічалося різке зростання видобутку, значними продуцентами стали Філіппіни, Домініканська Республіка, Ботсвана, в яких раніше нікелеві родов. не розроблялися. Зростання виробництва нікелю мало місце також в Індонезії, Колумбії. Одними з провідних виробників є Канада та Австралія. Значна кількість нікелю добувається попутно в ПАР при розробці платинових руд. Осн. експортери нікелевих руд, концентратів і штейну – Канада і Нова Каледонія. Імпортери – г.ч. Норвегія, Велика Британія, Японія і Франція. 

## Характеристика сучасної нікелевої промисловості
Ключові чинники впливу на розвиток нікелевої промисловості: приблизно 70% світових ресурсів Ni на континентах містяться в латеритах; рентабельність підприємств, як правило, забезпечується продуктивністю не менше ніж 40 тис. т Ni на рік при запасах у гірничому відводі від 800 тис. т. Нарощування виробництва Ni буде забезпечуватися переважно на основі переробки латеритних руд (собівартість видобутку і переробки сульфідних руд істотно вища). Світові ціни на Ni в 2000 р. перевищили 8,8 дол./кг при 3,72 дол./кг в грудні 1998 р. За оцінками компанії Inco, в країнах зі сталою ринковою економікою виробництво Ni в 1999 р. становило 711 тис. т (714 тис. т — у 1998 р.). Збільшення світового споживання Ni передбачається на 3,5-5,5% в рік з досягненням у 2010 р. 1,7 млн т в порівнянні з 1,13 млнт у 2000 р. У довгостроковому періоді ціни, що прогнозуються на Ni, становлять 6,1-6,6 дол./кг.(Optimism for nickel: buoyant demand // Mining J. — 2000. — 334, 8574. — Р. 211.).
У 2003 р. десять гірничорудних компаній забезпечили видобуток 70% світового нікелю (всього видобуто 1,32 млн т нікелю), а десять металургійних компаній виробили 76% первинного нікелю (з 1.21 млн т). Попит на нікель зростає, у 2003 р. він становив 1,248 млн т, у 2004 р. — 1,282 млн т, у 2005 р. — 1,312 млн т. Зростає і виробництво нікелю, тому в 2005 р. попит і пропозиція нікелю близькі. З 2006 р. прогнозується зростання попиту більш високими темпами, ніж виробництво нікелю на існуючих підприємствах, і в 2008 р. дефіцит нікелю може становити 120 тис. т, а в 2015 р. — 346 тис. т. Очікується розширення існуючих потужностей компаній «ГМК Норильський нікель» в Росії і Anglo American Platinum Corp. в ПАР. Для вирівнювання попиту і пропозиції нікелю експерти вважають доцільним вводити в дію підприємства на невеликих об'єктах.
Так, очікується, що в Австралії 9 дрібних гірничорудних фірм піднімуть виробництво нікелю в концентратах на збагачувальній фабриці компанії WMC Resources Ltd. з 26 тис. т в 2003 р. до 55 тис. т в 2006 р. Однак ресурси родовищ, що відпрацьовуються цими фірмами, швидко вичерпаються, і виробництво нікелю з їх руд знизиться до 10 тис. т у 2010 р. Десять нових проектів, за оцінкою експертів, можуть реально підняти світове виробництво нікелю до 2010 р. на 190 тис. т.
Середня собівартість виробництва нікелю при введенні в дію нових підприємств і розширенні існуючих потужностей в 2010 р. в цінах 2002 р. становитиме 4057 дол./т. При цьому собівартість сульфідного нікелю буде складати 2954 дол./т, латеритного — 4343 дол./т. Введення в дію нових проектів у 2006 р. обумовило перевиробництво нікелю на 3 тис. т. У 2008 р. його дефіцит складе 4 тис. т, а в 2010 р. перевищення пропозиції над попитом — 34 тис. т нікелю (www.mineral.ru).